# Rischio di regolamento
Il rischio di regolamento (in inglese settlement risk) è il rischio che nell'ambito di una transazione in strumenti finanziari la controparte non adempia al proprio obbligo di consegna o pagamento.
Una particolare tipologia del rischio di regolamento è il rischio di regolamento delle operazioni in cambi, anche chiamato rischio "Herstatt", ossia il rischio che una controparte di una transazione in cambi consegni la valuta venduta ma non riceva quella acquistata.